# Struniak

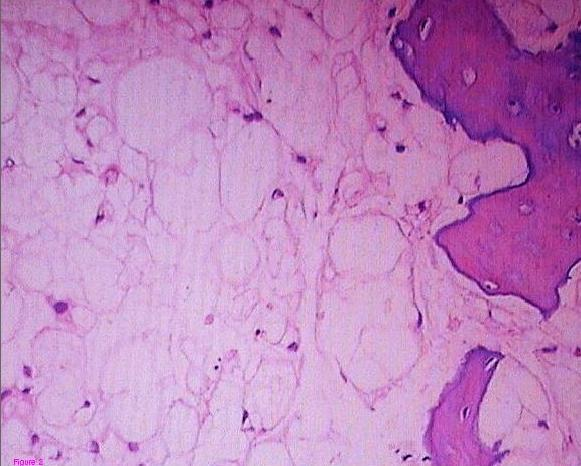
Obraz histologiczny struniaka. Widoczne duże zwakuolizowane komórki i miejscowa destrukcja tkanki kostnej

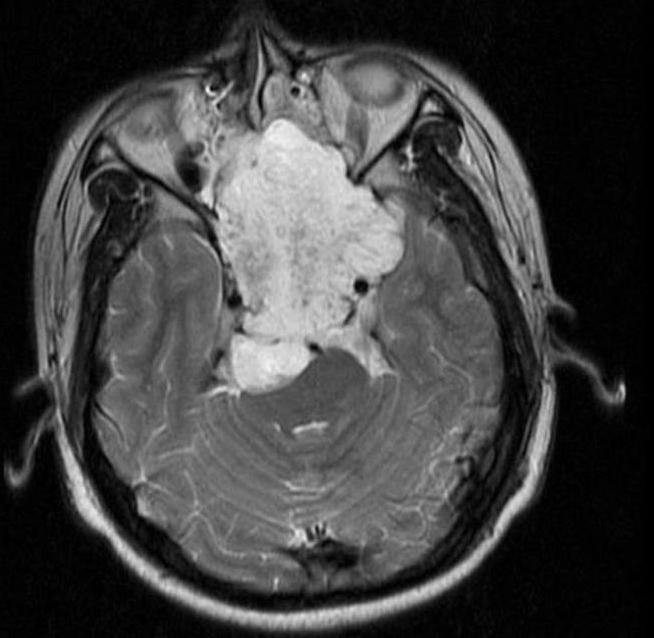
Duży struniak wychodzący ze stoku kości potylicznej, rozrastający się w kierunku pnia mózgu

Struniak (łac. chordoma, ang. chordoma) – rzadki, wolnorosnący nowotwór złośliwy, wywodzący się z pozostałości struny grzbietowej. Pozostałości struny znajdują się najczęściej na stoku (clivus) kości potylicznej i w okolicy krzyżowo-guzicznej, i tam też najczęściej rozwija się struniak. Guz trzykrotnie częściej występuje u mężczyzn. Rozwija się zazwyczaj w średnim wieku, najczęściej w 4. dekadzie życia. W Stanach Zjednoczonych zapadalność roczną na struniaka szacuje się na 1:1 000 000, co daje 300 nowych zachorowań co roku w tym kraju. 
W MRI guz jest hipointensywny (sekwencja T1) lub hiperintensywny (T2), w TK hipodensyjny.  
Najlepsze wyniki uzyskuje się po całkowitej resekcji chirurgicznej i następczej radioterapii na lożę guza. Całkowita resekcja jest zazwyczaj trudna, a wznowy są bardzo częste. Opisano ograniczoną odpowiedź guza na mesylat imatinibu (inhibitor PDGFR).